# Ejército Secreto
El Ejército Secreto (en francés: Armée secrète también llamada AS) fue un agrupamiento de varias organizaciones de la Resistencia francesa, creado en 1942 durante la Segunda Guerra Mundial. 
Esta estructura de combate nace de la necesidad de unificar los diversos grupos de la Resistencia al amparo de la Francia Combatiente, órgano de gobierno francés en el exilio dirigido por el general De Gaulle. Este designará al general Charles Delestraint para organizar y dirigir el Ejército Secreto. Está compuesto por la fusión de:
- Combat
- Libération-Sud
- Franc-Tireur

Las estructuras políticas de cada organización permanecerán independientes hasta su reagrupamiento en enero de 1943 bajo el nombre de Movimientos Unidos de la Resistencia (MUR), del que Jean Moulin será el presidente. En la primavera de 1944, el Ejército Secreto (AS), fusiona con los Francotiradores y Partisanos franceses (FTPF) y la Organización de Resistencia del Ejército (ORA) para formar las Fuerzas Francesas del Interior (FFI), bajo el mando del General Pierre Kœnig.
El Ejército Secreto fue especialmente fuerte en el sur de Francia, en la región Ródano-Alpes y el Macizo Central.
- Datos: Q517073